# فارماکولیت
فارماکولیت  (به انگلیسی: Pharmacolite) با فرمول شیمیایی CaH[AsO4].2H2O از مجموعه کانی هاست و قابل انعطاف بوده و کمی درآب محلول است. از کلمات یونانی Pharmakon یعنی سم و Sideros به معنای آهن گرفتـــه شده‌است. در اسیدها و کمی درآب محلول است. CaO:۲۵٫۹۶٪  As2O۵:۵۳٫۲۰٪  H2O:۲۰٫۸۴٪  برای اولین بار در چک اسلواکی کشف شد و از نظر شکل بلور: آسیکولار، رنگ: سفید - زرد - متمایل به قرمز، شفافیت: نیمه شفاف، شکستگی: نامنظم، جلا: شیشه‌ای - ابریشمی، رخ: خوب- مطابق با، سیستم تبلور: مونوکلینیک و در رده‌بندی آرسنیات است  و منشأ تشکیل آن ثانوی است.
همایند کانی‌شناسی (پارانژ) آن - اریتریت- آنابرژیت- ژرسدورفیت- نیکلین و غیره است
، از نظر ژیزمان آگرگاتهای رشته‌ای - بلوری - خوشه‌ای - استالاگتیتی - پودری - اسفنجی (کف مانند) تقریباْ کمیاب است و بیشتر در آلمان غربی، چک اسلواکی و آمریکا یافت می‌شود.

## منبع
- پردیس کشاورزی ایران